# Faysal Ben Ahmed
Faysal Ben Ahmed (?, 7 de março de 1973) é um ex-futebolista tunisiano que atuou como meio-campista na Copa de 1998.
O clube com o qual mais se identificou foi o Espérance, onde passou cinco anos. Jogou também por Djerba e Olympique des Transports.
Ben Ahmed, que deixou a Seleção Tunisiana em 2000 e nãoi foi convocado para a Copa de 2002, parou de jogar ainda jovem, aos 31 anos, em 2004.